# 高崎問屋町站
高崎問屋町站（日语：／ Takasaki-tonyamachi eki */?）是一個位於群馬縣高崎市貝澤町的東日本旅客鐵道（JR東日本）上越線鐵路車站。
上越線直通的吾妻線與兩毛線列車亦有停靠。

## 歷史
- 1992年（平成4年） - 設置縣央地域鐵道網活性化檢討委員會。高崎、前橋、伊勢崎3市提案設立新站。
- 2003年（平成15年）5月16日 - 進行安全祈願祭，本體開工。
- 2004年（平成16年）10月16日 - 開業[1]。
- 2012年（平成24年）9月27日 - 設置多功能售票機。

## 車站結構
對向式月台2面2線的地面車站，設有跨站式站房。

### 月台配置

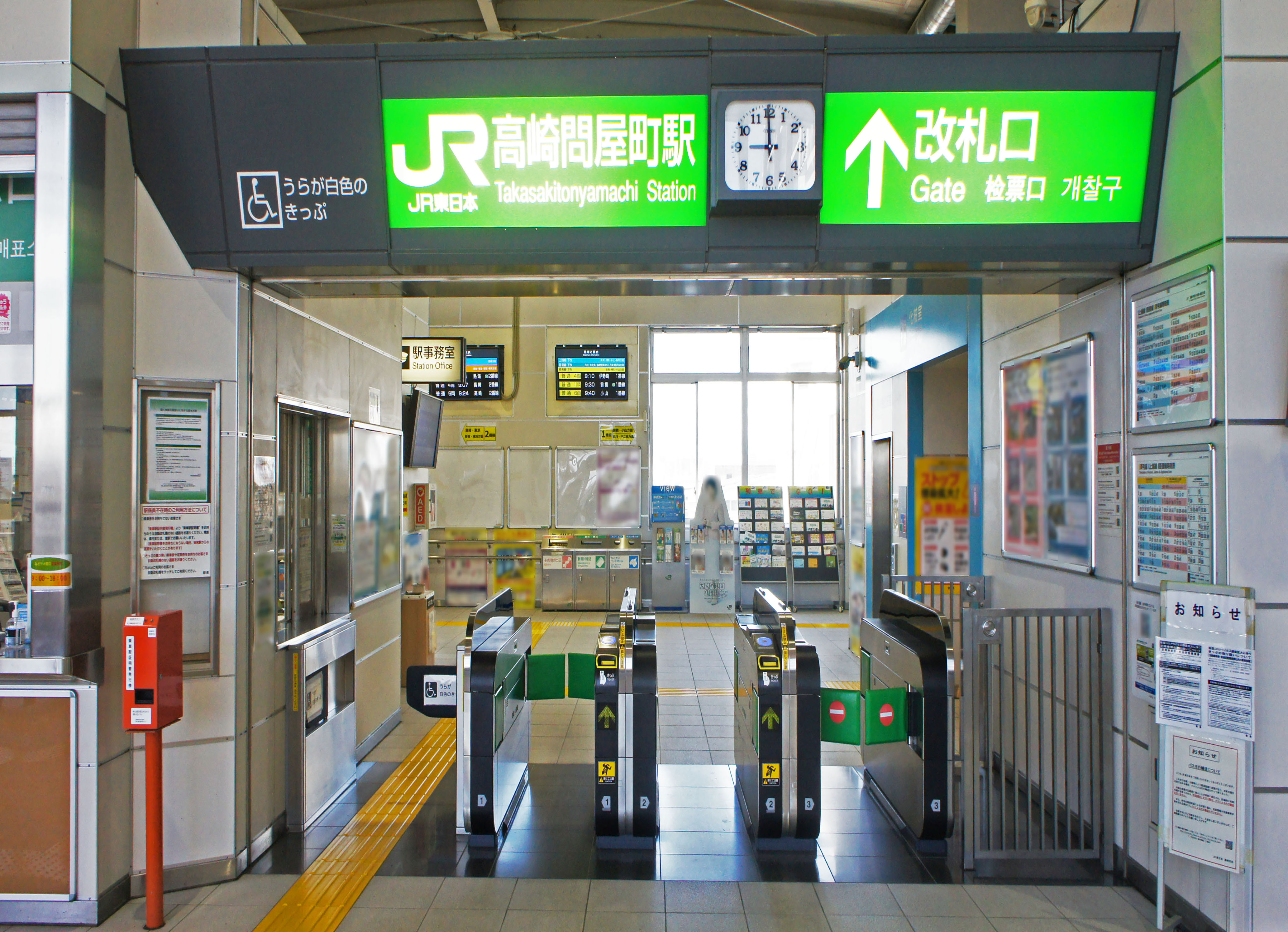
閘口（2021年7月）
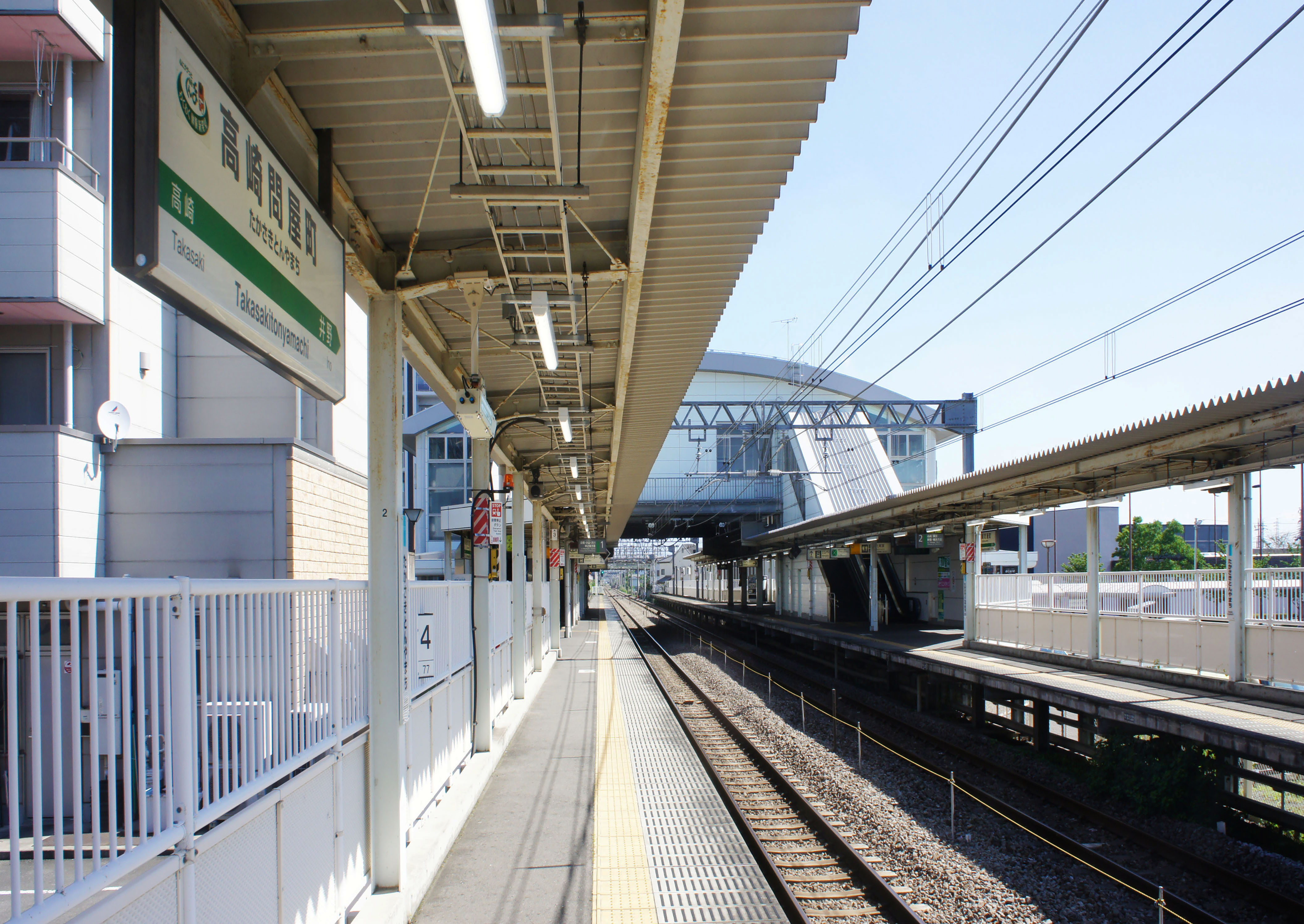
月台（2021年7月）

| 月台 | 路線                             | 方向 | 目的地                                                      |
| ---- | -------------------------------- | ---- | ----------------------------------------------------------- |
| 1    | ■上越線                          | 下行 | 澀川、水上方向                                              |
| 1    | ■吾妻線                          | 下行 | 澀川、中之條方向                                            |
| 1    | ■兩毛線                          | 下行 | 前橋、伊勢崎、桐生、小山方向                                |
| 2    | ■上越線 （包括■吾妻線、■兩毛線） | 上行 | 高崎、東京、新宿、橫濱方向 （包括■湘南新宿線、■上野東京線） |

（來源：JR東日本:車站構內圖 （页面存档备份，存于））
- 閘口（2021年7月）
- 月台（2021年7月）

## 使用情況
根據JR東日本，2019年（令和元年）度1日平均上車人次為3,950人。群馬縣內的上越線車站次於高崎站、新前橋站排行第3位。由於鄰近群馬Paz大學、群馬縣立高崎女子高等學校、群馬縣立高崎工業高等學校等高校，較多學生使用。開業以來，上車人次有增加傾向。
近年推移如下表。
| 上車人次推移       | 上車人次推移     | 上車人次推移    |
| 年度               | 1日平均 上車人次 | 來源            |
| ------------------ | ---------------- | --------------- |
| 2004年（平成16年） | 746              | [ 利用客数 2 ]  |
| 2005年（平成17年） | 1,184            | [ 利用客数 3 ]  |
| 2006年（平成18年） | 1,549            | [ 利用客数 4 ]  |
| 2007年（平成19年） | 1,787            | [ 利用客数 5 ]  |
| 2008年（平成20年） | 2,150            | [ 利用客数 6 ]  |
| 2009年（平成21年） | 2,316            | [ 利用客数 7 ]  |
| 2010年（平成22年） | 2,537            | [ 利用客数 8 ]  |
| 2011年（平成23年） | 2,658            | [ 利用客数 9 ]  |
| 2012年（平成24年） | 2,818            | [ 利用客数 10 ] |
| 2013年（平成25年） | 3,061            | [ 利用客数 11 ] |
| 2014年（平成26年） | 3,205            | [ 利用客数 12 ] |
| 2015年（平成27年） | 3,370            | [ 利用客数 13 ] |
| 2016年（平成28年） | 3,514            | [ 利用客数 14 ] |
| 2017年（平成29年） | 3,710            | [ 利用客数 15 ] |
| 2018年（平成30年） | 3,831            | [ 利用客数 16 ] |
| 2019年（令和元年） | 3,950            | [ 利用客数 17 ] |

## 相鄰車站
東日本旅客鐵道
■上越線、■吾妻線、■兩毛線
高崎－高崎問屋町－井野

### 使用情況
1. ↑  . 東日本旅客鉄道.   [2019-07-07]. （原始内容存档于2019-07-05）.
2. ↑  . 東日本旅客鉄道.   [2019-04-10]. （原始内容存档于2019-02-23）.
3. ↑  . 東日本旅客鉄道.   [2019-04-10]. （原始内容存档于2019-03-27）.
4. ↑  . 東日本旅客鉄道.   [2019-04-10]. （原始内容存档于2019-03-27）.
5. ↑  . 東日本旅客鉄道.   [2019-04-10]. （原始内容存档于2019-04-02）.
6. ↑  . 東日本旅客鉄道.   [2019-04-10]. （原始内容存档于2019-03-28）.
7. ↑  . 東日本旅客鉄道.   [2019-04-10]. （原始内容存档于2019-03-28）.
8. ↑  . 東日本旅客鉄道.   [2019-04-10]. （原始内容存档于2019-03-28）.
9. ↑  . 東日本旅客鉄道.   [2019-04-10]. （原始内容存档于2019-03-28）.
10. ↑  . 東日本旅客鉄道.   [2019-04-10]. （原始内容存档于2019-03-22）.
11. ↑  . 東日本旅客鉄道.   [2019-04-10]. （原始内容存档于2016-03-04）.
12. ↑  . 東日本旅客鉄道.   [2019-04-10]. （原始内容存档于2019-03-22）.
13. ↑  . 東日本旅客鉄道.   [2019-04-10]. （原始内容存档于2019-03-22）.
14. ↑  . 東日本旅客鉄道.   [2019-04-10]. （原始内容存档于2019-03-22）.
15. ↑  . 東日本旅客鉄道.   [2019-04-10]. （原始内容存档于2019-03-21）.
16. ↑  . 東日本旅客鉄道.   [2019-07-07]. （原始内容存档于2019-07-05）.
17. ↑  . 東日本旅客鉄道.   [2020-07-12]. （原始内容存档于2020-07-10）.

## 外部連結
- 車站資訊（高崎問屋町）：東日本旅客鐵道